# Ардон (город)
Ардо́н (осет. Ӕрыдон, Ærydon) — город в Республике Северная Осетия — Алания. Административный центр Ардонского района.
Образует муниципальное образование Ардонское городское поселение.

## Этимология
Название города происходит от реки Ардон. Гидроним переводится с осетинского языка как — «бешеная река», где арра — «бешеная», дон — «река».

## География
Город расположен на Осетинской наклонной равнине, на левом берегу реки Ардон и его рукаве Таргайдон, в 35 км к северо-западу от Владикавказа.
Преобладает влажный умеренный климат. Самый тёплый месяц июль со средней температурой +20,5 °C, а самый холодный — январь, со средней температурой −4,0 °C. Среднегодовое количество осадков составляет около 750 мм.

## История

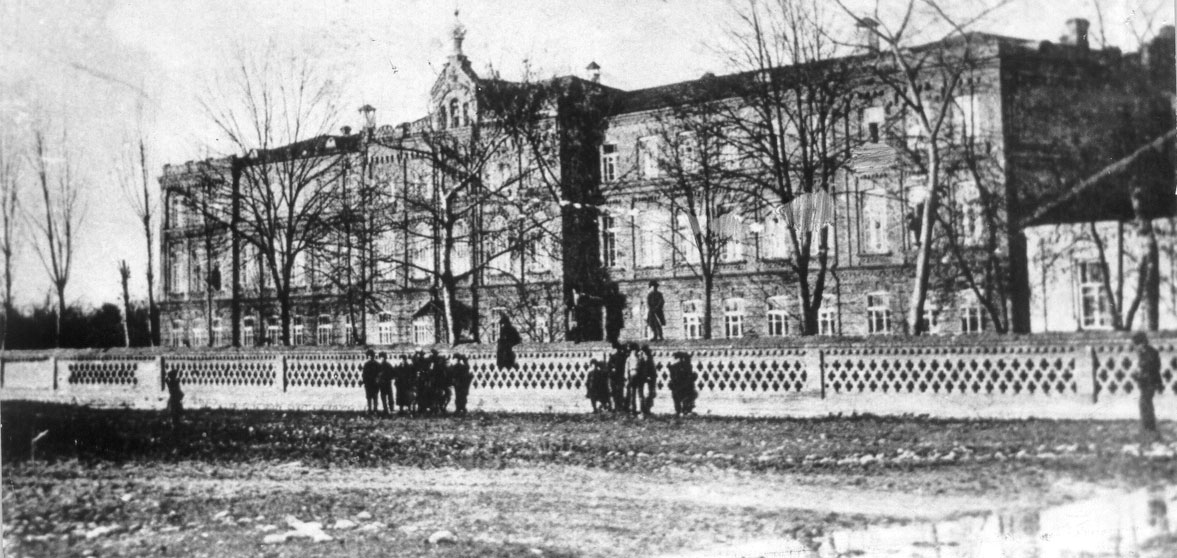
Здание Ардонской миссионерской духовной семинарии

В 1824 году дорогу между Елизаветинским и Константиновским военными поселениями перенесли на левый берег реки Терек. Для её охраны возвели ряд новых укреплений, в том числе Ардонское.
Через год, рядом с военным укреплением возникло село, которое стало заселяться горцами из Алагирского, и Куртатинского ущелья.
В 1838 году рядом с осетинским селением возникла станица Ардонская. Сюда была переведена часть Владикавказского казачьего полка. Уволенные со службы казаки занялись обустройством жилищ. На приобретение необходимого инструмента правительство выделило 10 000 рублей, а для доставки леса — 60 пар быков с повозками. В селении и станице действовали две церкви.
В 1964 году станице и селе Ардонской был присвоен статус города.

## Население
| 1939    | 1959    | 1968    | 1970    | 1979    | 1989    | 1996    | 1998    | 2000    | 2002    |
| ------- | ------- | ------- | ------- | ------- | ------- | ------- | ------- | ------- | ------- |
| 4102    | ↗6915   | ↗11 300 | ↗11 783 | ↗12 857 | ↗13 536 | ↗15 900 | ↗16 100 | ↗16 400 | ↗17 521 |
| 2003    | 2005    | 2006    | 2007    | 2008    | 2009    | 2010    | 2011    | 2012    | 2013    |
| ↘17 500 | ↘17 000 | ↘16 900 | →16 900 | →16 900 | ↗16 961 | ↗18 774 | ↗18 786 | ↗18 912 | ↗19 095 |
| 2014    | 2015    | 2016    | 2017    | 2018    | 2019    | 2020    | 2021    | 2023    | 2024    |
| ↗19 201 | ↗19 453 | ↗19 513 | ↘19 371 | ↗19 412 | ↘19 331 | ↘19 298 | ↘18 956 | ↘18 915 | ↗18 949 |
| 2025    |         |         |         |         |         |         |         |         |         |
| ↗18 960 |         |         |         |         |         |         |         |         |         |

На 1 января 2025 года по численности населения город находился на 683-м месте из 1124 городов Российской Федерации.
Национальный состав
По данным Всероссийской переписи населения 2010 года:
| Народ   | Численность, чел. | Доля от всего населения, % |
| ------- | ----------------- | -------------------------- |
| осетины | 15 672            | 80,1 %                     |
| русские | 3 346             | 15,8 %                     |
| армяне  | 257               | 1,4 %                      |
| другие  | 499               | 2,7 %                      |
| всего   | 19 774            | 100 %                      |

По итогам переписи населения 2020 года проживали следующие национальности (национальности менее 1 % и другое, см. в сноске к строке «Другие»):
| Национальность | Численность, чел. | Доля     |
| -------------- | ----------------- | -------- |
| Осетины        | 15 072            | 79,51 %  |
| Русские        | 3380              | 17,83 %  |
| Армяне         | 246               | 1,30 %   |
| Другие         | 258               | 1,36 %   |
| Итого          | 18 956            | 100,00 % |

## Образование и культура
- 6 дошкольных учреждений
- 4 средне-образовательных учреждения
- Ардонский аграрно-технологический колледж,
- Спорткомплекс,
- Дворец культуры,
- Музыкальная школа,
- Воскресная школа
- Музей культуры и просвещения,
- Библиотека,
- Парк отдыха и культуры (открыт в 2017 году).

## Достопримечательности
- Путешественникам, собирающимся на отдых в Ардон или другой город Северной Осетии, стоит посетить уникальную природную достопримечательность — огромный дуб, чей почтенный возраст насчитывает не менее пяти столетий. Это дерево, как говорят старожилы Ардона, было посвящено древнему божеству Аларды, чей культ издавна распространен во многих осетинских селениях. Горожане с почтением относятся к реликтовому дереву и даже считают, что уже пора присвоить ему официальный статус памятника природы регионального значения.

- Православный собор святого великомученика Георгия Победоносца в центре города, так же часовню святого целителя Пантелеимона во дворе больницы. Несколько лет назад настоятель храма принял решение об установлении в городе поклонного креста в память о мирянах и представителях духовенства, чьи захоронения были утрачены в годы Советской власти. Поклонный крест в Ардоне стал первым подобным памятником во Владикавказской и Аланской епархии.

Среди достопримечательностей Ардона особо стоит выделить и места, хранящие память о трагических событиях Великой Отечественной войны:
— братскую могилу воинов, павших на полях сражений в 1942 году; мемориальный памятник ардонцам, погибшим в боях, установленный в 1972 году;
расположенный в окрестностях города монумент воинам 319-й стрелковой дивизии, чья драматическая история известна каждому горожанину;
- Ардонский музей истории города, культуры и образования,

- Дом-музей Николая Саламова,

- Музей «Подвиг», основанный в 1987 на базе профессионального училища № 15, также посвященный бойцам 319-й дивизии,

- Бульварная улица Советов (местный арбат),
- Центральный парк отдыха и культуры.
- Парк «Треугольник»,
- Сквер с фонтаном, летней сценой,
- Памятники : Ленину, Сталину,
- Поклонный крест у въезда со стороны Владикавказа,
- Памятник В.В. Чумакову,
- Памятник Коста Хетагурова,
- Мемориал Ветеранам ВОВ,
- Памятник Г.Т. Ботоеву,
- Памятник К.Т. Тогузову,
- Памятник Ц.В. Амбалову,
- Мемориал "Вечный огонь,
- Братская могила,
- Мемориал Х.Рамонову, так же С.Хоранову, И.Джикаеву, Маргелову, Г.Ботоеву, памятник братьям Дзугаевым.

## Православная церковь
- Храм святого великомученика Георгия Победоносца[28].
- Часовня святого целителя Пантелеимона (при больнице) основана в 2008 году.
- Духовная семинария, культурный центр Осетии, основана в конце XIX века.

## Уроженцы города
Родившиеся в Ардоне:
Деятели искусств
- Амбалов, Цоцко Бицоевич (1871—1937) — этнограф, писатель, известный собиратель осетинского фольклора.
- Дзуцев, Сослан Хасанович — самый популярный музыкант, аранжировщик, гармонист, исполнитель народных песен, композитор. Лауреат Российских и Международных конкурсов. Народный артист РСО-Алания и Заслуженный артист Южной Осетии.
- Епхиев, Татари Асланбекович — драматург, поэт.
- Илас Арнигон — осетинский поэт.
- Саламов, Николай Михайлович — знаменитый актёр театра и кино. Народный артист СССР (1984).
- Тлатов, Елмарза Данилович — осетинский писатель.
- Тхапсаев, Владимир Васильевич — знаменитый актёр театра и кино. Народный артист СССР в честь которого назван Северо Осетинский академический драм.театр(1960).
- Ревазова Сима Гамболовна — знаменитая гармонистка, заслуженная артистка, педагог.
- Мистулова Ирина Дзибукаевна — знаменитая гармонистка, заслуженная, народная артистка, педагог.
- Дзеранова Яна Отариевна - хоровой дирижёр, педагог.

Военные
- Терентьев, Василий Григорьевич (1899—1957) — советский военачальник, генерал-лейтенант (1944)
- Тогузов, Каурбек Темболатович (1919—2009) — Герой Советского Союза (1943)

Спортсмены
- Зангиев, Дзантемир Георгиевич (1936-2020) — заслуженный тренер РСФСР по вольной борьбе (1980), двукратный чемпион РСФСР (1966, 1969), почётный мастер спорта СССР.
- Короев, Алан Витальевич (1998) — российский футболист.
- Кулаев, Борис Хаджумарович (1929—2008) — многократный чемпион СССР, Заслуженный мастер спорта СССР (1957).
- Макиев, Алан Владимирович (1991) — российский баскетболист.
- Мистулов, Алан Олегович (1997) — российский футболист.

## Топографические карты
- Лист карты K-38-29 Алагир. Масштаб: 1 : 100 000. Состояние местности на 1984 год. Издание 1988 г.